# Klaus Joachim Grigoleit
Klaus Joachim Grigoleit (* 1963 in Ratingen) ist ein deutscher Jurist und Hochschullehrer an der Technischen Universität Dortmund.

## Leben
Grigoleit studierte von 1984 bis 1990 Rechtswissenschaften und Neuere Geschichte an der Universität Freiburg. Dort legte er 1990 sein Erstes Juristisches Staatsexamen ab. Nach seinem Referendariat am Kammergericht legte er 1993 sein Zweites Staatsexamen ab. Anschließend arbeitete er als wissenschaftlicher Mitarbeiter von Ulrich Battis an der Humboldt-Universität zu Berlin. 1996 promovierte er dort zum Dr. jur. 2002 schloss Grigoleit dort seine Habilitation ab und erhielt die Venia Legendi für die Fächer Staats- und Verwaltungsrecht, Verfassungsgeschichte sowie Verwaltungswissenschaften.
2004 war Grigoleit Gastprofessor an der Tongji-Universität in Shanghai. Seit 2005 war er als Rechtsanwalt, zuletzt als of counsel, in Berlin tätig. Seit 2010 hat er den Lehrstuhl für Raumplanungs- und Umweltrecht an der Fakultät für Raumplanung der TU Dortmund inne, den er seit 2007 bereits in Vertretung geleitet hatte. Vom Wintersemester 2015/16 an ist er darüber hinaus Dekan dieser Fakultät. Seit 2011 ist Grigoleit zudem kooptiertes Mitglied der juristischen Fakultät der Universität Bochum.

## Veröffentlichungen (Auswahl)
- Die Anordnung der sofortigen Vollziehbarkeit gemäß § 80 Abs. 2 Nr. 4 VwGO als Verwaltungshandlung. Nomos, Baden-Baden 1997, ISBN 978-3-7890-4579-0 (Dissertation).
- Bundesverfassungsgericht und deutsche Frage. Mohr Siebeck, Tübingen 2004, ISBN 978-3-16-148367-7 (Habilitationsschrift).